# Suaeda vesceritensis
Suaeda vesceritensis är en amarantväxtart som beskrevs av L. Chevall. Suaeda vesceritensis ingår i släktet saltörter, och familjen amarantväxter. Inga underarter finns listade i Catalogue of Life.